# كريغ ليفين
كريغ ليفين (بالإنجليزية: Craig Levein)‏ (مواليد 22 أكتوبر 1964) هو لاعب كرة قدم. يلعب مع منتخب اسكتلندا لكرة القدم. سبق له أن لعب في كأس العالم لكرة القدم مع منتخب بلاده.

## مسيرته الكروية
لعب كريغ ليفين خلال مسيرته الاحترافية مع ناديين في ستة عشر موسمًا وسجل خلالها 15 هدفًا ضمن 389 مباراة. ولم يفز بأي موسم بالكأس أو بالدوري.
خاض كريغ ليفين مسيرته مع نادي كاودينبيث لكرة القدم في موسم 1981–82 واستمر معه طيلة ثلاثة مواسم، مشاركًا في 60 مباراة ولم يسجل أي هدف. ثم انتقل إلى نادي هارت أوف ميدلوثيان في موسم 1983–84 ليلعب معه ثلاثة عشر موسمًا، حيث شارك في 329 مباراة سجل خلالها 15 هدفًا.

## روابط خارجية
- كريغ ليفين على موقع قاعدة بيانات كرة القدم.إي يو (الإنجليزية)
- كريغ ليفين على موقع ناشيونال فوتبول تيمز (الإنجليزية)
- كريغ ليفين على موقع Soccerbase.com (لاعب) (الإنجليزية)
- كريغ ليفين على موقع Soccerbase.com (مدرب) (الإنجليزية)
- كريغ ليفين على موقع عالم كرة القدم.نت (الإنجليزية)
- كريغ ليفين على موقع كووورة